# 堀川由梨佳
堀川 由梨佳（ほりかわ ゆりか、1988年(昭和63年)7月4日 - ）は、日本のアーティスト。兵庫県神戸市出身。京都精華大学芸術学部造形学科洋画卒業。

## 経歴
幼少期に阪神・淡路大震災を経験。その経験を物事を前向きに昇華させる下地にした。

## 作品制作
- 元々は平面での制作が始まりだったが、合間の息抜きとして立体を作り始め、大学2回生の頃にocchan（おっちゃん）の原型が生まれる[4]。
- 固定的な概念を取り払いたいと思った時に、「一番近くて遠い存在」として思い浮かんだのが生まれたきっかけ[4]。
- 作品内にボーダー柄を多く用いるが、歴史的な背景にもマイナスな印象な要素を敢えて使い、明るいものに変えていく所に意味を感じている[4]。

## 展覧会

### 個展
2017年
- 『飛び込んでみたくなった』アートスペース感（京都）[5][6][7]

2018年
- 『ART OSAKA』JILL'D ART GALLERY ホテルグランヴィア（大阪）[8][9]

2021年
- 『兵庫県芸術文化活動機会推進事業』（神戸三宮）[7]

2022年
- 『People ≒ ○○』JILL'D ART GALLERY（名古屋）[9][10]

2023年
- 『border ≒ ○○ 』9ʼs GALLERY by TRiCERA（東京）[9][11]

2024年
- 『relation ≒ ○○』JILL'D ART GALLERY（名古屋）[12]

2025年
- 『Multifaceted ≒ ○○』京都 蔦屋書店（京都）[13]

### グループ展
2011年
- 『超カワイイ主義宣言展 Vol.2』志賀高原ロマン美術館（長野）[7][14]

2012年
- 『第20回位置展』ギャラリールネッサンス・スクエア パナホーム兵庫（姫路）[5]

2014年
- 『第20回 世界一小ちゃい絵の展覧会』ギャラリー八重洲（東京）[5]

2015年
- 『アートストリーム2015』大丸心斎橋店（大阪）[5][15]

2016年
- 『アートストリーム2016』大丸心斎橋店（大阪）[16]

2017年
- 『The 10th. Times Exhibition of Art Gen 2017』ギャラリーマロニエ（京都）[5]
- 『FINE ART UNIVERSIADE U35』つくば美術館（茨城）[9]

2018年
- 『ART NAGOYA 2018』JILL’D ART GALLERY ホテルナゴヤキャッスル（名古屋）[9]
- 『my favorite Art ONE PIECE CLUB』TEZUKAYAMA Gallery（大阪）[7]

2019年
- 『ART in PARK HOTEL TOKYO 2019』JILL’D ART GALLERY（東京)[7][9][17]

2020年
- 『堀川由梨佳・宮木沙知子 二人展』JILL’D ART GALLERY（名古屋)[7][18]

2021年
- 『みんな展 vol.2』JILL D’ART GALLERY（大阪）[19]
- 『ART NAGOYA2021』JILL’D ART　GALLERY　名古屋観光ホテル（名古屋)[7][20]
- 『WHAT CAFÉ POP UP SHOW with tremolo~24molos~』寺田倉庫　WHAT CAFE/ tremolo（東京）[7][21]
- 『WHAT is Art ?』寺田倉庫　WHAT CAFE（東京）[7]

2022年
- 『One Art Taipei 』石川画廊（東京、台湾）[7][9]
- 『Please,Please Me』plzzzz gallery atre Taiwan（台湾）[7]
- 『Follow the Lines』寺田倉庫 WHAT CAFE（東京）[7][22]
- 『ART OSAKA 2022』JILL’D ART GALLERY 大阪中央公会堂（大阪）[7][9][23]
- 『D-art ,ART 2022』石川画廊（神戸、京都）[7][24]
- 『Any Kobe 2022』旧居留地 建栄ビル（神戸）[7][25]
- 『art KYOTO 2022』二条城（京都）[7]
- 『PALPITO Art Pop Up Store』MIYASHITA PARK（東京）[7]
- 『Dalston group exhibition -part 3 -』Gallery Dalston（東京）[7]

2023年
- 『Chroma Distance』POLA MUSEUM ANNEX（東京）[7][26]
- 『ART TAINAN』石川画廊（台湾）[9]
- 『One Art Taipei』石川画廊（台湾）[9]
- 『ART FAIR ASIA FUKUOKA 2023』石川画廊（福岡）[9]
- 『ART MARKET TENNOZ 2023』Tennoz Canal East Area（東京）[27]

- 『ONBEAT Art Show』阪急メンズ大阪（大阪）[28]

- 『D-art ,ART 2023』松坂屋静岡店（静岡）[29]
- 『Feeling -新鋭作家４人展-』阪神梅田本店（大阪）[30]
- 『WHAT CAFE EXHIBITION vol.27』WHAT CAFE（東京）[31]
- 『ART MARKET 2023』WHYNOT.TOKYO（東京）[32]
- 『みんな展 vol.3』JILL D’ART GALLERY（大阪）[33]
- 『THE YEN CONNECTION』GALLERY LOCATION（東京）[34][35]
- 『Spiral Xmas Market 2023』Spiral（東京）[36]

2024年
- 『ART SESSION by 銀座 蔦屋書店 NEW YEAR PARTY』銀座 蔦屋書店（東京）[37]

- 『ONE ART Taipei 2024 藝術台北』JR東日本大飯店台北（台北）[38]

- 『ART MARKET TENNOZ 2024』WHAT CAFE（東京）[39]

- 『THE ArtRoom』cattelan italia OSAKA（大阪）[40]

- 『ever-changing -立体グループ展-』Artglorieux GALLERY OF TOKYO（東京）[41]

- 『ART FAIR ASIA FUKUOKA 2024』福岡国際センター（福岡）[42]

- 『ART021 SHANGHAI』上海展覧センター（上海）[43]
- 『"IN MOTION"-Contemporary Japanese Sculpture-』MEDEL GALLER Y SHU NISEKO（ニセコ）[44]

2025年
- 3月　『「FYA」-FEATURED YOUNG ARTIST-』（伊勢丹新宿店）[45]

### その他
2025年
- 4月～　大阪・関西万博 オフィシャルストア 展示・販売[46][47][48]

## 雑誌
2023年
- 『ONBEAT vol.18』[49][50]

2024年
- 『月刊アートコレクターズ 2月号 完売作家2024』[51]
- 『TOKAI PLATINUM HOUSE vol.2』[52]

## その他
- 2015年　ターナー色彩株式会社アンバサダー就任[7]
- 2016年　「てのひらえのぐ しろくまくん」制作協力（ターナー色彩株式会社）[7]
- 2019年　外務省企画映像に作品と出演[7]
- 2020年　居場所お知らせシステム「しろくまシティ」制作協力（ターナー色彩株式会社）[7]
- 2021年　フジテレビ「国分太一のお気楽さんぽ - Happy Go Lucky -」作品取材[7]
- 2022年　BSフジ「ブレイク前夜」出演[3]